# DR Classe 45
La Classe 45 allemande de locomotives à vapeur est une classe de locomotives à vapeur standard (Einheitslokomotiven) réalisées par la Deutsche Reichsbahn pour le transport de trains de marchandises.
Les locomotives de la Classe 45 étaient les plus puissantes locomotives à vapeur allemandes. Deux furent d'abord construites entre 1936 et 1937 par la société Henschel, puis 26 en 1940. Cependant, la commande de 103 autres machines fut annulée en 1941 puisque le déclenchement de la Deuxième Guerre mondiale nécessitait la construction de locomotives de guerre plus simples, appelées Kriegslokomotiven. Les locomotives de Classe 45 furent numérotées de 45 001 à 45 028.
Après la guerre, la H45 024 était équipée d'une chaudière de type La Mont (circulation d'eau dans des tubes actionné par une pompe) fonctionnant à une pression de 42 kPa/cm. Le H signifie Hochdruck (haute pression en allemand).

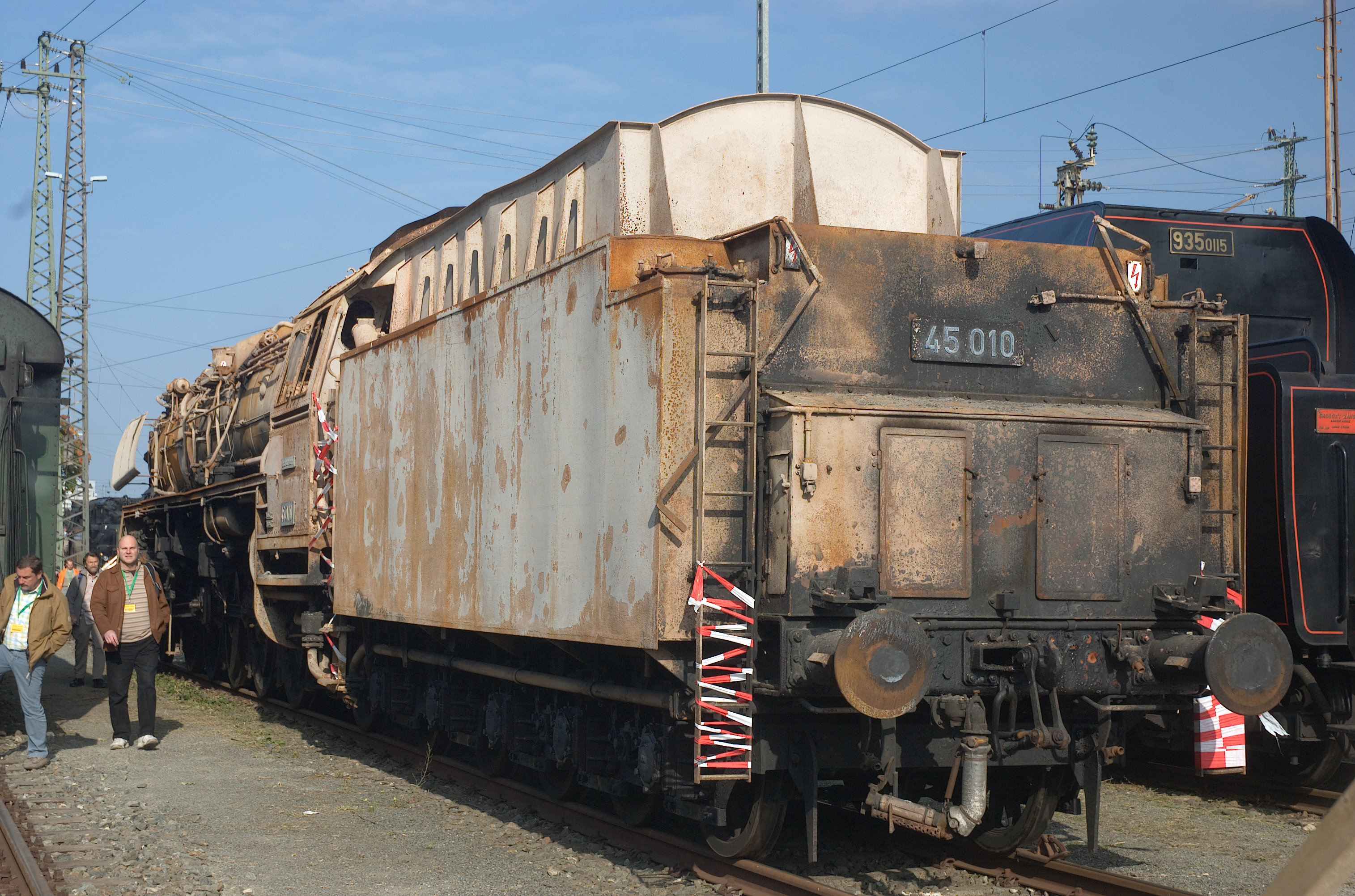
État de la 45 010 après le grand incendie au musée de Nuremberg

## La classe 45
En construisant les locomotives de la classe 45, il n’était pas seulement prévu de remplacer la classe 58, mais aussi d’élargir le parc des locomotives par des engins encore plus puissantes que la classe 44. Avec un diamètre des roues motrices de 1600 mm (comme la classe 41), la classe 45 achevait une vitesse maximum de 90 km/h. Le bougie Krauss-Helmholtz permet encore de franchir des virages d’un radius de 140 m. La pressure dans les chaudières était 20 bar, mais il fallait la reduire à 16 bar après la guerre, comme l’acier St 47 K était très susceptible à la dégradation. Les grandes grilles de feu avec une surface de 4,8 m2 nécessitaient deux chauffeurs.
27 des 28 locomotives construites sont passés à la DB, dont seulement trois étaient en état de fonctionnement en 1945. Les chaudières ont été remplacées à cause des dommages, et plusieurs membres de la classe ont été équipés avec des stokers. Après ces améliorations, les locomotives se sont avérées efficaces et ont été utilisées pour les trains de marchandises les plus lourds. 45 010, 45 019 et 45 023 ont été utilisées comme locomotives-freins par les offices d’épreuve de la DB à Munich  et Minden. Au fin des années 1960 la classe est radiée, seulement la dernière locomotive, 45 010, a été conservée comme pièce de musée. Elle a été endommagée dans l'incendie au Musée des transports de Nuremberg en 2005, mais est reconditonnée à l'extérieur.
La 45 024 est passée à la DR et est reconstruit dans une locomotive expérimentelle à haute pressure (voir ci-dessous).

## Système à Haute pression
Avec l’installation à la fin des années quarante d’une chaudière La-Mont sur le châssis d’une locomotive de série 45, on reprenait des essais déjà anciens ayant eu pour objectif de combiner efficacement les économies découlant de l’utilisation de combustibles bon marché tels que la poussière de charbon avec celles attendues des chaudières à haute pression et haute température.
Afin de bien comprendre la portée de ces essais, il nous faut remonter vingt ans en arrière :
Avec à l’époque un objectif identique à celui des essais de chaudière La-Mont, la DRG avait en 1926 soumis au constructeur Schwartzkopff (Berlin-Wildau) une demande d’étude de construction d’une locomotive à haute pression utilisant le brevet Löffler.
Dans le but de la comparer le plus étroitement avec les nouvelles locomotives unifiées à disposition d’essieux 2’C1’ (Pacific), la décision était prise d’en réutiliser le cadre et le train de roues, mais de doter la machine haute pression d’un entrainement h3v (3 cylindres à double expansion), le cylindre basse pression interne entrainant le premier essieu accouplé et les deux cylindres haute pression externes entrainant le deuxième essieu accouplé.
La pression en charge de la chaudière devait atteindre 120 bars.
Les travaux préparatoires au projet avaient eu lieu en 1927-1928 et, dès 1929, les premières mises en pratique pouvaient commencer. Dénommée H02 1001, cette locomotive prototype était cependant rapidement abandonnée, trop complexe et trop chère à entretenir par rapport aux standards de la DRG de l'époque.
Pourtant, si les chaudières classiques de type « Stephenson » présentaient l’avantage d’une plus grande capacité en eau, et partant, d’une plus grande réserve de puissance, elles étaient lourdes, coûteuses et d’un entretien dispendieux. Afin de leur conférer des performances suffisantes, il fallait usiner les corps cylindriques dans des tôles épaisses, fixées par des tirants et des ancres dont l’usure était relativement rapide.
Une chaudière à récupération et à circulation forcée, en revanche, par la simple installation de canalisations d’environ 30 mm de diamètre, aux parois épaisses de 3 mm, ne nécessitant aucun travail complexe de forge ou de presse, aurait permis un gain substantiel de rendement à moindre prix. Autre avantage – surtout pour l’application aux locomotives à vapeur – elle pouvait être mise en fabrication dans les ateliers existants et s’adaptait bien à la chauffe à la poussière de charbon.
Sur la base de ces constatations et des avantages qui en avaient été attendus 20 ans auparavant, le bureau de construction du LOWA (Vereinigung der Lokomotiv- und Waggonbauindustrie – Association des industries de construction de locomotives et wagons) présentait une nouvelle demande d’ouverture de projet pour une locomotive dotée d’une chaudière à circulation forcée - projet concrétisé en 1950.
Grâce à la collaboration étroite établie entre le service de recherches du LOWA (puis plus tard de l’ifS – Institut für Schienenfahrzeuge – Institut des véhicules sur rail – Berlin), le constructeur de chaudières Meerane et la société de construction de locomotives d’État « Karl Marx » à Babelsberg, naissait en un temps record la locomotive expérimentale H45 024, exposée dès 1951 à la foire de Leipzig où elle faisait tout de suite sensation.
La chaudière à circulation forcée qui avait été retenue était de construction « La Mont ». Elle était installée sur le cadre d’une locomotive de la série 45 dont on conserverait l’embiellage et la disposition des roues. Le système d’alimentation en poussière de charbon était quant à lui installé sur un tender à condensation à quatre essieux
La caractéristique principale de la chaudière La-Mont était la circulation forcée de l’eau dans un ensemble de canalisations parallèles de faible diamètre, la pompe de circulation associée assurant un débit strictement égal dans chacune des canalisations.
Dans les grandes lignes, le fonctionnement d’une chaudière à circulation forcée est le suivant :
Une pompe de circulation placée en charge, sous le réservoir, envoie l’eau dans des vaporisateurs à rayonnement et convection. Cette pompe est calculée pour permettre la circulation d’une quantité d’eau très supérieure à la quantité de vapeur produite.
Ce débit sera déterminé pour que la teneur en vapeur de l’émulsion, à la sortie des vaporisateurs, ne dépasse pas une certaine limite que se fixe le constructeur.
Tous les tubes ne recevant pas la même quantité de chaleur, d’autant que certains sont soumis au rayonnement et d’autres à la convection pure, on interpose dans les collecteurs d’alimentation un diaphragme à chaque tube.
Ce diaphragme doit, par sa propre perte de charge, permettre de laisser passer, dans chaque tube, la quantité d’eau désirée. On peut ainsi soit équilibrer la circulation pour que tous les tubes soient parcourus par un fluide circulant à la même vitesse, soit favoriser des circuits par rapport à d’autres, pour des questions de répartitions calorifiques différentes au démarrage de celles qui existent en régime de croisière.
Ainsi, il était courant que le constructeur prévoie, pour un tube recevant un fort rayonnement de flamme ou de gaz chauds, des débits ou vitesses d’eau saturée supérieurs à ceux qui existent dans un tube uniquement soumis à la convection.
Alors que dans une chaudière à circulation contrôlée classique, le diaphragme est un orifice calibré, dans le cas de la chaudière La-Mont le diaphragme est constitué d’une tuyère calibrée montée en aval d’une crépine constituée d’un cylindre percé de trous de petit diamètre.
L’ensemble est installé dans le collecteur d’alimentation des vaporisateurs (distributeur) avec son trou et bouchon de visite pour mise en place de ces diaphragmes et crépines. Le but de la crépine étant d’arrêter, avant la tuyère, les particules solides entraînées par l’eau de la chaudière.
Dans le cas de la chaudière de notre BR45, le mélange eau-vapeur produit dans les vaporisateurs ne représentait qu’un 1/8e à 1/6e de la quantité d’eau initialement introduite. Tandis que l’eau non vaporisée retournait à l’entrée du système pour un nouveau cycle, la vapeur produite était dirigée vers le surchauffeur, puis de là vers le régulateur d’entrée des cylindres à haute pression. Une partie de la vapeur surchauffée était dirigée par une conduite annexe vers une turbine servant elle-même à entrainer les pompes d’alimentation et de circulation d’eau.
La vapeur échappée des cylindres à basse pression suivait une conduite l’amenant à une turbine située dans la boîte à fumée, puis de là, suivant une autre conduite installée sur la partie gauche de la locomotive, rejoignait la turbine d’échappement sur le tender, entrainant au passage deux générateurs d’air comprimé, pour être dirigée vers les refroidisseurs du système de condensation et finalement récupérée en eau dans le réservoir de condensation.
La chauffe était assurée par de la poussière de lignite. Celle-ci était stockée dans deux grands conteneurs installés dans le tender et dirigée par l’air comprimé produit par les deux générateurs vers un distributeur situé derrière la paroi arrière de la cabine de conduite. Un compresseur et un réservoir d’air supplémentaire venaient compléter le dispositif d’alimentation. Directement fixé au distributeur, un mélangeur-doseur poussière-air alimentait la chambre de combustion par aspiration directe liée à la dépression d’air qu’elle créait.

## Adaptation sur la H45
Le tout était donc disposé sur le cadre de la BR 45 024 dont on avait conservé l’entrainement. La motorisation h3 était cependant remplacée par une motorisation h3v. La transmission sur deux essieux était également conservée. Le cylindre interne à haute pression, d’un alésage de 400 mm, entrainait le deuxième essieu accouplé ; les deux cylindres externes à basse pression, d’un alésage de 520 mm, entrainaient l’essieu médian. Les trois cylindres avaient une course de 720 mm.
On attendait beaucoup de la configuration thermodynamique de la machine. La puissance maximale attendue était de 2900 chevaux (2134 kW) à 74 km/h. La chaudière devait dans ce cas produire 13 500 kg de vapeur par heure, c’est-à-dire 6,32 kg de vapeur par kWh. Par comparaison avec les chaudières classiques, cela représentait une économie de vapeur de 21 à 30 %. Sur la base de ce degré d’efficacité de la chaudière, on attendait une économie de combustible de l’ordre de 24 %. Comme ces valeurs avaient été calculées pour une machine en pleine charge, rarement atteinte en service commercial, on espérait encore réaliser de l’ordre de 20 % d’économies supplémentaires.
Il est plus que probable que les travaux d’entretien des équipements spécifiques au système en auraient assez considérablement augmenté les coûts. Mais on comptait sur la robustesse des nouveaux développements mis en œuvre pour la chaudière et la boîte à feu pour rester à l’équilibre.
On peut objecter que l’installation d’une chaudière à circulation forcée sur une machine de conception classique n’était pas la solution optimale. En effet, une construction entièrement nouvelle aurait pu faire l’objet d’une meilleure optimisation du poids des éléments de traction. Des doutes subsistaient également quant à la tenue des nouveaux éléments constitutifs du système, lesquels n’avaient jamais été testés en service ferroviaire classique.
Les premiers essais allaient se révéler catastrophiques. Dès la finition achevée, la locomotive était mise au banc d’essai (On ne mentionne pas si c’était un Bachrus). On y testait prioritairement l’approvisionnement en poussière de lignite et les éléments auxiliaires du système à circulation forcée. Le premier essai en ligne avait lieu en 1953, entre Seddin et Drewitz. Après à peine 4 km parcourus, la machine devait être arrêtée car la réserve d’eau de condensation était épuisée.
Après réparation des fuites qui en étaient la cause et la mise en place d’une installation provisoire renforçant la condensation, il fut procédé à un second essai qui devait conduire de Seddin à Babelsberg. Mais après quelques kilomètres parcourus, les températures de vapeur avoisinaient déjà les 600 °C. Alors que l’on approchait du terme du voyage, il fallait arrêter la machine car les canalisations du surchauffeur viraient au rouge et commençaient à se déformer. Cumulant les insuffisances de l’installation de condensation et une mauvaise coordination des surfaces de chauffe à des pannes récurrentes aux pompes, la tentative dont on attendait beaucoup tournait court.
L’IfS allait bien soumettre des propositions de transformation et d’amélioration du procédé. Mais il était trop tard. Face aux frais à engager d’une part, à l’électrification en cours et à la mise en service des premiers services de trains à traction thermique d’autre part, il n’y était pas donné suite.
La machine stationna encore plusieurs années au Raw de Meiningen pour finir par y être radiée. Les deux cylindres externes et tout l’arrière du cadre incluant le dispositif d’accrochage du tender furent réutilisés dans la construction de la machine de vitesse 18 201.

## Modélisme
La H45 024 a été reproduite en 1999 par la société Trix dans la collection Fine Art.
Elle a été également reproduite par Liliput une première fois, puis dans une version améliorée dans les années 2000, entièrement en métal et d'un très bon fonctionnement. Plusieurs numéros ont été produits, avec pare-fumée d'origine et avec pare-fumée Witte.
Il y a plusieurs modèles reduits des autres locomotives de la classe 45 dans son état original et reconstruit.